# Список переможців 2008 року у чарті M Countdown
M Countdown – це музичне шоу, яке дає змогу південнокорейським виконавцям просувати свої альбоми та сингли на телебаченні. Дана телепрограма має власний чарт і кожного тижня, у фіналі шоу, опираючись на власну систему оцінювання, визначається переможець.
У 2008 році 17 композицій зайняли перше місце у чарті та 14 виконавців отримали переможні трофеї. Шість композицій отримали потрійну корону, кожна з цих композицій три тижні поспіль займала перше місце:  «Circus» виконавця MC Mong, «Look Only At Me» Теяна, «So Hot» жіночого гурту Wonder Girls, «U-Go-Girl» співачки Лі Хьо Рі, «Haru Haru» бой-бенду Big Bang та «Mirotic» гурту TVXQ. Найбільшу кількість балів за весь рік отримали Girls' Generation 28 лютого з композицією «Kissing You».

## Список переможців чарту
|  | Потрійна корона     |
|  | Найвищий бал за рік |

| Епізод | Дата         | Артист            | Композиція                    | Бали | Примітки   |
| ------ | ------------ | ----------------- | ----------------------------- | ---- | ---------- |
| 89     | 17 січня     | Big Bang          | «Last Farewell»               | 939  | [джерело?] |
| 90     | 31 січня     | SeeYa             | «Sad Footsteps»               | 914  | [джерело?] |
| 91     | 14 лютого    | Girls' Generation | «Kissing You»                 | 927  | [ 1 ]      |
| 92     | 28 лютого    | Girls' Generation | «Kissing You»                 | 965  | [ 2 ]      |
| 93     | 13 березня   | Jewelry           | «One More Time»               | 924  | [ 3 ]      |
| 94     | 27 березня   | Gummy             | «I'm Sorry»                   | 916  | [ 4 ]      |
| 95     | 10 квітня    | Girls' Generation | «Baby Baby»                   | 919  | [ 5 ]      |
| 96     | 24 квітня    | Лі Син Ґі         | «I'll Give You My Everything» | 949  | [ 6 ]      |
| 97     | 8 травня     | MC Mong           | «Circus»                      | 912  | [ 7 ]      |
| 98     | 22 травня    | MC Mong           | «Circus»                      | 943  | [ 7 ]      |
| 99     | 12 червня    | MC Mong           | «Circus»                      | 923  | [ 7 ]      |
| 100    | 19 червня    | Теян              | «Look Only At Me»             | 936  | [ 8 ]      |
| 101    | 26 червня    | Теян              | «Look Only At Me»             | 951  | [ 8 ]      |
| 102    | 3 липня      | Теян              | «Look Only At Me»             | 942  | [ 8 ]      |
| 103    | 10 липня     | Wonder Girls      | «So Hot»                      | 939  | [ 9 ]      |
| 104    | 17 липня     | Wonder Girls      | «So Hot»                      | 945  | [ 9 ]      |
| 105    | 24 липня     | Wonder Girls      | «So Hot»                      | 944  | [ 9 ]      |
| 106    | 31 липня     | Лі Хьо Рі         | «U-Go-Girl»                   | 944  | [ 10 ]     |
| 107    | 14 серпня    | Лі Хьо Рі         | «U-Go-Girl»                   | 939  | [джерело?] |
| 108    | 21 серпня    | Лі Хьо Рі         | «U-Go-Girl»                   | 936  | [джерело?] |
| 109    | 28 серпня    | Big Bang          | «Haru Haru»                   | 950  | [ 11 ]     |
| 110    | 4 вересня    | Big Bang          | «Haru Haru»                   | 955  | [ 12 ]     |
| 111    | 11 вересня   | Big Bang          | «Haru Haru»                   | 946  | [джерело?] |
| 112    | 18 вересня   | SHINee            | «Love Like Oxygen»            | 921  | [ 13 ]     |
| 113    | 25 вересня   | Big Bang          | «Haru Haru»                   | 960  | [ 14 ]     |
| 114    | 2 жовтня     | F.T. Island       | «After Love»                  | 939  | [джерело?] |
| 115    | 9 жовтня     | TVXQ              | «Mirotic»                     | 950  | [ 15 ]     |
| 116    | 23 жовтня    | TVXQ              | «Mirotic»                     | 952  | [ 15 ]     |
| 117    | 30 жовтня    | TVXQ              | «Mirotic»                     | 963  | [ 15 ]     |
| 118    | 6 листопада  | Rain              | «Rainism»                     | 933  | [ 16 ]     |
| 119    | 27 листопада | Rain              | «Rainism»                     | 939  | [ 17 ]     |
| 120    | 4 грудня     | Big Bang          | «Sunset Glow»                 | 949  | [ 18 ]     |